# تئوفیل ماریون دومرسان
تئوفیل ماریون دومرسان (به فرانسوی: Théophile Marion Dumersan) شاعر، ترانه‌سرا و رمان‌نویس قرن هجدهم میلادی اهل فرانسه است.

## نگارخانه

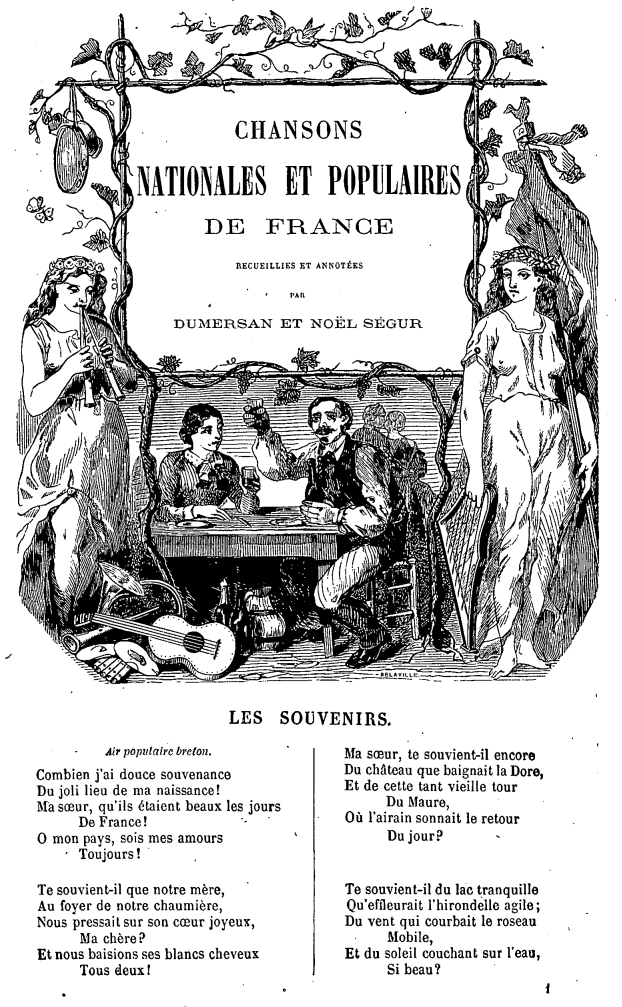
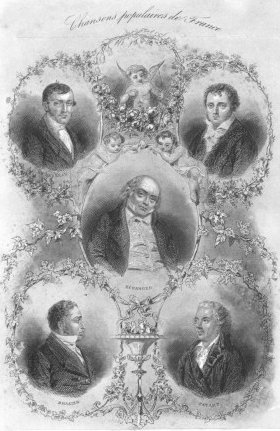
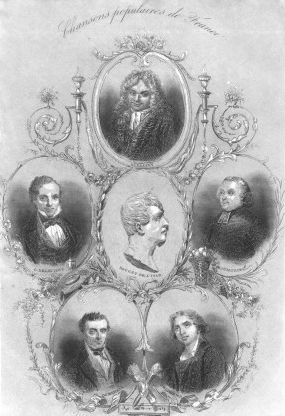
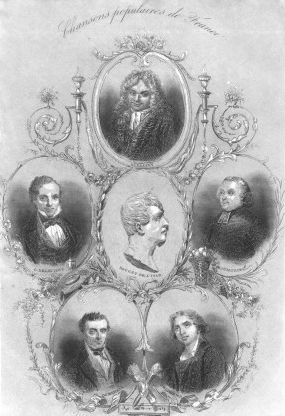